# Sadr-Theologisches Seminar
Das Sadr-Theologisches Seminar (persisch: مدرسه صدر [mædɾɛsɛ jɛ sædɾ]) ist eines der größten theologischen Seminare in Isfahan, Iran. Das Seminar wurde von Mohammad Hosseyn Khan Sadr Esfahani, einem berühmten Gouverneur Isfahans, in der Ära des Fath Ali Schah erbaut. Obwohl das Bauwerk und die Dekorationen der Schule aufgrund des Todes ihres Gründers unvollständig blieben, wird die Anlage wegen ihrer sehr alten Bäume und einer ruhigen und schönen Umgebung geschätzt. Die Fassade dieses Gebäudes ist einer der besterhaltenen Mauerwerksverbände in Isfahan. Das Fotografieren ist in den theologischen Seminaren Isfahans nicht gestattet.